# Spanish War Service Medal
La Spanish War Service Medal (en français : Médaille de service de la guerre espagnol) est une médaille militaire de service de l'armée de terre américaine (US Army) qui a été créée par une loi du Congrès américain le 9 juillet 1918 (40 Stat. 873). Cette médaille récompense les membres de l'armée de terre et des volontaires américains qui ont accompli un service actif pendant la guerre hispano-américaine, mais qui n'étaient pas admissibles à la médaille de la campagne d'Espagne.

## Contexte
L'objectif premier de la création de la médaille de service de la guerre d'Espagne était de reconnaître les unités de l'armée qui avaient assuré la défense du territoire américain pendant les années de la guerre hispano-américaine. La médaille a également été décernée de manière extensive aux membres de la Garde nationale des États-Unis (US National Guard) qui avaient été fédérés pour un service militaire actif mais n'avaient pas été déployés pour un combat réel dans la guerre hispano-américaine.
Le premier récipiendaire a été le major général Charles M. Clement, qui était l'officier de la Garde nationale ayant la plus longue ancienneté admissible à cette récompense au moment où elle a été autorisée. La médaille était de conception similaire à la Mexican Border Service Medal (Médaille du service frontalier mexicain), qui avait été créée la même année que la Spanish War Service Medal.

## Critères
Pour recevoir la Spanish War Service Medal, un membre du service doit avoir servi en service actif dans l'armée américaine entre les dates du 20 avril 1898 et du 11 avril 1899. Les personnes ayant reçu la Spanish Campaign Medal (médaille de campagne espagnole) ne pouvaient pas recevoir la Spanish War Service Medal.
La Spanish War Service Medal était une décoration unique et aucun dispositif n'était autorisé pour cette médaille. En outre, cette décoration était strictement réservée au personnel de l'armée de terre, car le personnel de la marine et du corps des marines des États-Unis, qui avait servi pendant la guerre hispano-américaine, était admissible à la Spanish Campaign Medal, qu'il ait ou non servi à l'étranger.

## Apparence
La médaille est en bronze et mesure 35 mm de large. L'avers de la médaille représente une épée romaine suspendue à une tablette portant l'inscription "FOR SERVICE IN THE SPANISH WAR". La tablette est entourée d'une couronne, tandis que l'épée est rengainée, représentant le service de la Garde nationale à l'intérieur des États-Unis continentaux, sans combat. Le revers porte les armoiries des États-Unis sur un parchemin inscrit "FOR SERVICE" entouré d'une couronne avec les insignes de l'infanterie à gauche, de l'artillerie en bas et de la cavalerie à droite. Le ruban est vert émeraude de 35 mm de large. Sur les bords se trouvent des bandes jaune d'or de 6,4 mm de large.

## Source
- (en) Cet article est partiellement ou en totalité issu de l’article de Wikipédia en anglais intitulé « Spanish War Service Medal » (voir la liste des auteurs).